# クルビン県
クルビン県（クルビンけん、アルバニア語: Rrethi i Kurbinit、英語: Kurbin District）は、アルバニアのレジャ州に属する県。2010年1月1日現在の人口は54,977人で、面積は235km2である。県都はラチ。

## 下部行政区画

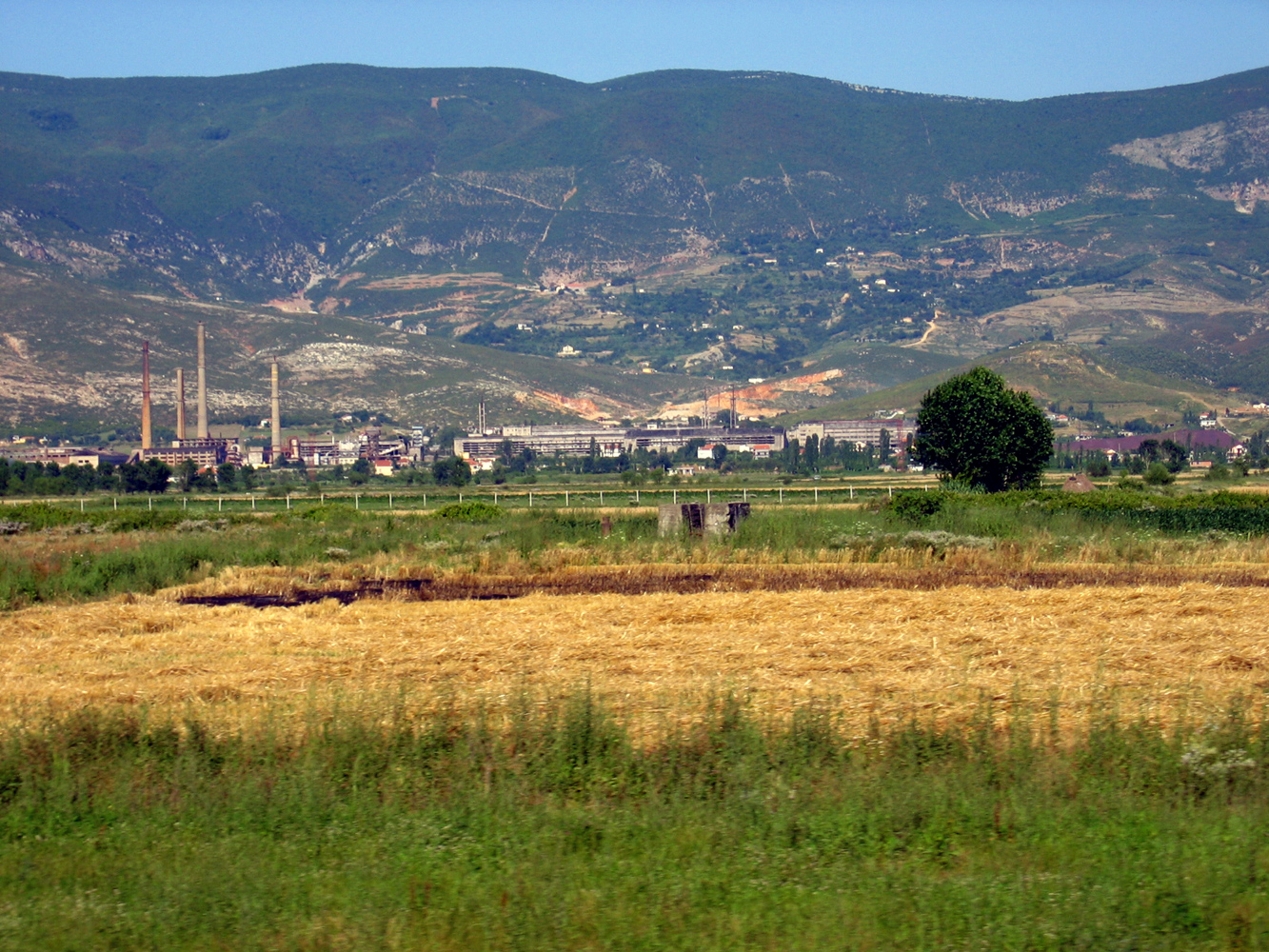
ラチ北部で操業停止中の工場

- Bashkia Laç（ラチ）
- Bashkia Mamurras
- Komuna Milot
- Komuna Fushë-Kuqë